# Ctenocompa halophanta
Ctenocompa halophanta är en fjärilsart som beskrevs av Edward Meyrick 1921. Ctenocompa halophanta ingår i släktet Ctenocompa och familjen säckspinnare. Inga underarter finns listade i Catalogue of Life.